# Opredelitev
Država v državi (1980) je prvi del tetralogije Opredelitev Rudolfa Hribernika - Svaruna. Romansirana kronika osvetljuje vojaško-politične razmere na Slovenskem v letih 1941–1942. Razjasnjuje vzroke razpada Kraljevine Jugoslavije in pogoje, v katerih se je razvil vseslovenski odpor. Pripoved temelji na resničnih dogodkih, med realne osebe pa avtor vpleta tudi izmišljene. Zgodovinska dejstva se na nekaterih mestih razlikujejo od avtorjevih interpretacij. 

## Motivi za nastanek dela
Rudolf Hribernik - Svarun, partizanski prvoborec, narodni heroj in častnik, je zasnoval svojo kroniko kot dober poznavalec dogajanja v času 2. svetovne vojne v Sloveniji in Jugoslaviji, zato se je svojem delu v pretežni meri posvetil podrobnemu prikazu razmer, opisovanju bitk in partizanskih akcij na celotnem slovenskem ozemlju. Ponuja vpogled v narodnoosvobodilni boj, v novejšo slovensko zgodovino, pa tudi v usodo posameznika, vpetega v odporniško gibanje in vojno. Izmišljena imena naj bi pripomogla k razumevanju romana. Knjiga je izšla ob 35. letnici osvoboditve (1980).

## Vsebina

### Prvi del (od marca do avgusta 1941)
Konec marca 1941 v Sloveniji vre. Jugoslavija je pristopila k trojnemu paktu. Komunistična partija Slovenije organizira demonstracije. Najglasnejši so študentje, ki zahtevajo, da prekliče podpis pristopne pogodbe. Po desantnem napadu na Beograd 6. aprila 1941 in neuspešnem poskusu odpora slabo organizirane kraljeve vojske jugoslovanska vlada v nekaj dneh podpiše kapitulacijo nacistični Nemčiji. Na ozemlje Slovenije vkorakajo nemške, italijanske in madžarske vojaške enote. Na Ljubljanskem gradu izobesijo italijansko zastavo. Člani Komunistične partije v Ljubljani in okolici na ilegalnih sestankih pripravljajo organizacijo vseslovenskega upora.
27. aprila je v Vidmarjevi hiši v Ljubljani ustanovni sestanek ilegalne odporniške organizacije Osvobodilna fronta. Da bi se izognili aretacijam, člani Komunistične partije odhajajo v ilegalo, kjer angažirano pripravljajo vsesplošen odpor.
Centralni komite Komunistične partije Jugoslavije 1. maja 1941 izda razglas, da ne prizna rimske, senžermenske in rapalske pogodbe, ne prizna novih meja in razdelitve Jugoslavije, s tem pa tudi ne razdelitve Slovenije. 
2. maja 1941 visoki komisar Ljubljanske pokrajine Grazioli razglasi odlok o priključitvi Ljubljanske province k Italiji. V tem času nacistična Nemčija na Gorenjskem in Štajerskem, ki sta od 17. aprila del tretjega rajha, prepove delovanje vseh slovenskih združenj in vpelje svojo civilno upravo. Obenem udari po slovenski inteligenci, zato mnogi izobraženci pobegnejo v Ljubljansko pokrajino ali se pridružijo partizanskemu gibanju.
1. junija 1941 v Ljubljani skrivoma poteka prva konferenca Centralnega komiteja Komunistične partije Slovenije (CK KPS). Po vsej Sloveniji se začenjajo prvi posamični napadi na okupatorjeve enote.
22. junija 1941 nacistična Nemčija napade Sovjetsko zvezo.
Komunistična partija se krepi in organizira rajonske komiteje OF. V začetku poletja se v okolici Ljubljane pojavijo prve partizanske čete, ki izvedejo nekaj uspešnih, pa tudi neuspešnih akcij na italijanske fašistične enote. Na obeh straneh padejo prve žrtve.
Partizani z dobro organizirano akcijo iz ljubljanskega zapora rešijo komandanta glavnega poveljstva slovenskih partizanskih čet Franca Leskoška – Luko. Julija 1941 ustanovijo Kamniški bataljon. Ko je zaradi izdaje napadena in uničena Rašiška četa, ki je njegov del, bataljon razpade.

### Drugi del (od septembra 1941 do marca 1942)
V Ljubljani se zbere vodstvo italijanske vojske. Tema kriznega sestanka je nujnost okrepitve postopkov za popolno fašizacijo Ljubljanske pokrajine in takojšnja zajezitev odporniškega gibanja. Po zgledu nacistične Nemčije ukinejo vse slovenske družbene organizacije, ki jih nadomestijo fašistične. V Ljubljano namestijo legijo črnosrajčnikov, uvedejo izredno sodišče in smrtno kazen, ki jo je mogoče izvesti na kraju zločina tudi brez sojenja. Ker se nacistični in fašistični pritisk stopnjuje, mnogi zavedni Slovenci pobegnejo v ilegalo.
Med tem člani odporniškega gibanja širijo mrežo partizanstva proti Notranjski in Primorski. Konec septembra ustanovijo Krimski bataljon, ki predstavlja največjo partizansko enoto na okupiranem italijanskem ozemlju Slovenije in je poleg Cankarjevega, Kamniškega, Storžiškega in Štajerskega že peti partizanski bataljon.
Oktobra Italijani začnejo z drugo ofenzivo, ki je uspešnejša. Fašistična Italija izda uredbo o ustrelitvi vseh ujetih narodnoosvobodilnih borcev in obveznem požigu njihovih domov. 
Jeseni in pozimi 1941 partizani izboljšujejo bojne strategije, pri čemer s svojimi nasveti aktivno sodeluje vojaški inštruktor pri Glavnem poveljstvu slovenskih partizanskih čet, izkušeni španski borec Franc Rozman – Stane. S pozitivno avtoriteto niza vojaške uspehe na širšem območju Dolenjske in Štajerske. Svoja življenja izgubijo nekatera vidnejša imena odpora: Stane Kosec, Slavko Šlander – Aleš, Slava Klavora, Milan Majcen in Ljubo Šercer.
Na tretjem sestanku vrhovnega plenuma Osvobodilne fronte v Ljubljani sprejmejo sklep, da se bo slovenski narodnoosvobodilni odbor povezal z enakimi predstavniškimi telesi drugih narodov Jugoslavije. 
Na Gorenjskem decembra 1941 ustanovitvijo Prešernov bataljon. Med 9. in 11. januarjem 1942 poteka Dražgoška bitka, prvi odkriti vojaški spopad na Slovenskem v času NOB, ki ima hude posledice za lokalno prebivalstvo.
5. aprila 1942 je na Dolenjskem ustanovljena prva partizanska brigada – Štajerska brigada, ki ji poveljuje Franc Rozman – Stane, komisar pa je Dušan Kveder – Tomaž. 1. maja jo po reorganizaciji slovenskih partizanskih enot  preimenujejo v Drugo grupo odredov in jo preko Gorenjske napotijo na Štajersko. Tudi tu se krepijo partizanske enote, zlasti močna postane Pohorska četa.
V enem letu je odporniško partizansko gibanje kljub izjemnim rezultatom še vedno v začetni fazi. Komunistična partija se zaveda, da ga je treba nadgrajevati, pri čemer mora sama odigrati ključno vlogo. 
Avtor roman zaključi z angažirano sklepno mislijo: "Leto dni po začetku boja proti okupatorju se v Sloveniji, globoko v sovražnikovem zaledju, na mejah nacističnega rajha in fašistične Italije z novo ljudsko oblastjo začne ustvarjati nova 'država v državi'."

## Ocene
„Država v državi“. Tako je naslovljena prva od štirih knjig, kolikor jih bo obsegala Rudolfa Hribernika—Svaruna "Opredelitev", v glavnem dokumentarno, a tudi z neskritimi leposlovnimi težnjami zastavljena kronika o štiriletnem boju slovenskega življa proti tujim zavojevalcem in domačim pomagačem.
Dokumentarnosti pričujoče knjige ni kaj očitati, Hribernik (za lastno pravo opredelitev, ki jo je v hudih časih izpričeval z junaškimi dejanji, je bil proglašen za narodnega heroja, sicer pa je poklicni vojak) se je izkazal kot temeljit poznavalec stvarnih dejstev, zato dokaj tekoče (ne da bi se posluževal morebitnih opomb pod črto) piše o dogodkih po pristopu stare Jugoslavije k trojnemu paktu, o ponesrečenem odporu in razsulu starojugoslovanske vojske pa o odločnosti komunistov za osvobodilni boj, nastajanju Osvobodilne fronte, o prvih partizanskih akcijah, vseh pomembnejših bitkah in sploh o razvoju narodnoosvobodilnega gibanja na Slovenskem do spomladi 1942, ko je bila ustanovljena prva slovenska partizanska brigada.
Po tej plati je Hribernikovo pisanje mestoma celo dramatsko zasnovano in prepričljivo. Ako bi „Opredelitev" vztrajala izključno pri takem načinu podajanja stvarnih dejstev (odveč so le prepogosti navedki govorov vojaških ali političnih voditeljev), bi lahko zapisal, da z njo dobivamo besedilo, ki v primerjavi z dosednimi zgodovinopisnimi deli na poljudnejši in preglednejši način prikazuje glavne sestavine boja za osvoboditev slovenskega naroda.
A ni tako, opraviti imamo s pripovedjo, ki med stvarne osebe in dogodke vpleta izmišljene junake in zato ustvarja videz, ko da gre za roman. Toda vgrajenost usod literarnih oseb v širok razpon narodnoosvobodilnega boja je premalo domišljena, deluje dokaj nasilno in nehote rahlja trdno dokumentarno zasnovo pisanja. Znotraj kronističnega podajanja so izmišljeni junaki izgubljeni, zdijo se kot priveski, ki z ničemer ne morejo odločilno posegati v neustavljiv tok stvarnega dogajanja.

Z „Opredelitvijo", kakršna se kaže s pričujočo knjigo, Slovenci kajpak ne bomo dobili že dolgo pričakovanega velikega, umetniško po(po)lnega proznega besedila o narodnoosvobodilnem boju, nesporno pa je to Hribernikovo delo (ponatiskujemo dva zaokrožena odlomka) vredno pozornega branja. (Dolenjski list 1980)

## Zgodovinske osebe v knjigi

### Domače
Jakob Aljaž, Aleš Bebler, Edvard Kardelj, Pepca Kardelj, Boris Kidrič, Zdenka Kidrič, Slava Klavora, Stane Kosec, Boris Kraigher, Sergej Kraigher, Vladimir Krivic, Dušan Kveder – Tomaž, Franc Leskošek – Luka, Milan Majcen, Miha Marinko, France Popit, Jože Molek - Puntar, Franc Rozman – Stane, Viktor Stopar, Ljubo Šercer, Slavko Šlander, Tone Tomšič, Vida Tomšič, Josip Vidmar, Miloš Zidanšek, Boris Ziherl

### Okupatorji in njihovi sodelavci
Emilio Grazioli, Adolf Hitler, Aleksander I. Karadžordžević, dr. Vladko Maček, Benito Mussolini, Marko Natlačen, Gregorij Rožman

### Politične organizacije
Centralni komite Komunistične partije Slovenije (CK KPS), Centralni komite Komunistične partije Jugoslavije (CK KPJ), Kulturbund, Nacionalsocialistična nemška delavska stranka (NDSAP), Narodnoosvobodilna borba (NOB), Osvobodilna fronta (OF), Peta kolona, Sokol, Zveza komunistične mladine Jugoslavije (SKOJ)